# Move Along Home
"Move Along Home" és el desè episodi de la sèrie de televisió de ciència-ficció estatunidenca Star Trek: Deep Space Nine, emès durant la primera temporada. Originalment es va emetre en redifusió a partir del 14 de març de 1993. L'episodi va ser dirigit per David Carson.
Ambientada al segle XXIV, la sèrie segueix les aventures a Espai Profund 9, una estació espacial situada prop d'un forat de cuc estable entre els Quadrants Alfa i Gamma de la Via Làctia, prop del planeta Bajor, mentre els bajorans es recuperen d'una brutal ocupació de dècades pels imperialistes cardassians. En aquest episodi, els Wadi, un grup d'extraterrestres del Quadrant Gamma, visiten Espai Profund 9; desafien el taverner Quark a jugar a un joc de taula en què les vides de la tripulació de l'estació semblen estar en joc.
L'episodi ha guanyat notorietat com un dels pitjors episodis de la sèrie.

## Argument
Espai Profund 9 fa primer contacte amb una espècie del Quadrant Gamma coneguda com els Wadi. En arribar, els Wadi es dirigeixen directament al bar de Quark. Quan el líder dels Wadi, Falow, s'adona que Quark ha preparat una taula de joc contra ells, convenç Quark perquè jugui "un joc honest".
Mentrestant, els oficials superiors de l'estació Comandant Sisko, Dr. Bashir, Major Kira i Tinent Dax es troben en un estrany laberint. El cap de seguretat Odo els troba desapareguts de l'estació; ell i Quark s'adonen que els oficials desapareguts formen part del joc al qual juga Quark.
Al joc, anomenmat Chula, els oficials s'enfronten a trencaclosques estranys i mortals. Al segon nivell troben una noia jove cantant una rima i tocant una versió de xarranca; un camp de força els impedeix creuar l'habitació, fins que Dax s'adona que per travessar el camp de força han de cantar la rima i copiar els seus salts i moviments de les mans. Al tercer nivell es troben en una festa en una habitació que s'omple d'un gas mortal; només bevent les begudes dels assistents a la festa poden sobreviure. Més tard, al quart nivell, una peça s'elimina del joc i Bashir desapareix del laberint.
Quark s'enfronta a una elecció entre un camí més curt i difícil o un de més llarg i fàcil per als seus jugadors restants. Tria la drecera, explicant que, amb els riscos per als seus jugadors que implica cada moviment, fer-los avançar a casa el més aviat possible és l'opció més sàvia. Tanmateix, els resultats de la seva següent tirada l'obliguen a sacrificar un dels seus jugadors.
Quark suplica a Falow que no el faci triar, de manera que el joc tria a l'atzar. Al sisè i últim nivell, Sisko, Kira i Dax s'enfronten a escalar una muntanya durant un terratrèmol, i la cama de Dax es queda enganxada entre dues roques. Tot i que ella li diu a Sisko que la deixi enrere, ell i Kira l'ajuden a creuar una cornisa a la paret de la roca. Rellisquen, però, i tots tres cauen a l'abisme, només per tornar-se a materialitzar a la paret de Quark, juntament amb Bashir. Quark s'alleuja en veure els quatre il·lesos, però Falow assenyala que ha perdut i explica que cap d'ells ha estat mai en perill.
Quan Sisko està a punt d'enfrontar-se amb ràbia a Falow pel que han experimentat, Odo li diu que faria millor de parlar amb Quark sobre el seu intent d'enganyar els seus convidats. Els Wadi marxen en silenci, però Quark corre darrere d'ells, intuint una oportunitat per comercialitzar el seu joc.

## Artistes convidats
- Joel Brooks com a Falow
- James Lashly com a tinent George Primmin
- Clara Bryant com a Chandra

## Producció
Aquest va ser el segon episodi de "Deep Space Nine" dirigit per David Carson. Carson ho va trobar extremadament difícil, a causa del cost i la complexitat de l'episodi, però el productor creador Michael Piller volia fer l'episodi.
La història va començar com una idea de Piller, i originalment es va titular "Sore Losers". Segons Michael Piller, està inspirada en l'episodi 9 ("Checkmate") de la sèrie de televisió britànica "The Prisoner". En un primer esborrany, se suposava que Sisko i els seus homes havien de guanyar la partida, però Bashir no torna al món real. Per salvar-lo, Quark ha de retornar tots els seus guanys. El nom Chula deriva del joc de "Serps i escales".

## Recepció
El 1993, "Move Along Home" va ser nominada a un Premi Emmy al millor pentinat d'una sèrie.
Keith DeCandido el va qualificar a tor.com el 2013 com un episodi de "Star Trek: Deep Space Nine" lleugerament per sota de la mitjana. Va trobar que l'episodi era molt menys greu del que es retrata habitualment. Va elogiar l'actuació de Joel Brooks. A més, creu que adonar-se que les coses que els passen a la gent dins del joc no tenen conseqüències a la vida real subvertiria hàbilment les expectatives del públic. Tanmateix, l'episodi té clares debilitats per a DeCandido. Massa aspectes del joc romanen completament aclarits, per exemple, quina és exactament la feina de Quark a més de llançar els daus, o com es tradueixen exactament els esdeveniments dins del joc al món real. També va criticar una certa insignificança, ja que el joc no comporta cap aprofundiment discernible de les relacions amb els Wadi.
L'episodi s'ha guanyat la reputació entre els fans i la crítica com un dels pitjors episodis de la sèrie. Per exemple, el 2019, ScreenRant el va classificar entre els deu pitjors episodis de Star Trek: Deep Space Nine, assenyalant que en aquell moment tenia una qualificació de només 6 sobre 10 segons les classificacions dels usuaris al lloc web IMDb.  Digital Fox va classificar aquest episodi com el segon pitjor episodi de totes les sèries Star Trek fins al 2018. El 2018, CBR va incloure aquest episodi en una llista d'episodis de Star Trek que són "tan dolents que s'han de veure";de la mateixa manera, el 2020, SyFy el va anomenar l'episodi més "ximple" de la sèrie, però que actualment anima a veure'l, comentant: "Això és tan estrany, no es pot 'no' celebrar". Una guia de marató de sèries del 2015 per a Star Trek: Deep Space Nine de Wired recomanava saltar-se aquest episodi.
El 2016, els fans de la convenció del 50è aniversari de Star Trek van votar "Move Along Home" com el pitjor episodi de la sèrie i el vuitè pitjor episodi de la franquícia Star Trek en general, l'únic episodi de Deep Space Nine que va acabar entre els deu últims. Avery Brooks, qui hi interpretava al comandant Sisko, va informar durant una taula rodona a la DragonCon del 2013 que aquest era un dels seus dos episodis menys preferits.
Una reacció positiva que va rebre l'episodi va ser de Fatherly, que va classificar aquest episodi com a recomanat per a pares i fills; el descriuen com una ximpleria i estranya, però entretinguda.

## What We Left Behind
Es van projectar als cinemes escanejos amb qualitat cinematogràfica d'escenes d'aquest episodi al maig de 2019 a la pel·lícula documental sobre la sèrie anomenada  What We Left Behind. La seva estrena d'un dia es va projectar a uns 800 cinemes. i va recaptar més de 380.000 dòlars.

## Llançaments
El 8 de febrer de 1997, aquest episodi es va publicar en LaserDisc al Japó com a part del conjunt de mitja temporada 1st Season Vol. 1. Aquest incloïa episodis des de "Emissary" fins a "Move Along Home" amb pistes d'àudio en anglès i japonès.
Es va publicar en DVD com a part de la caixa de la primera temporada el 3 de juny de 2003.
Aquest episodi es va tornar a publicar el 2017 en DVD amb la caixa "Star Trek: Deep Space Nine: The Complete Series", que tenia 48 discs òptics amb els 176 episodis de la sèrie i característiques addicionals.